# Eustomias tenisoni
Eustomias tenisoni és una espècie de peix de la família dels estòmids i de l'ordre dels estomiformes.

## Morfologia
- Els mascles poden assolir 18,7 cm de longitud total.[3][4]

## Hàbitat
És un peix marí i d'aigües tropicals (33°N-22°S).

## Distribució geogràfica
Es troba a l'Atlàntic oriental (Santa Helena) i a l'Atlàntic occidental (des dels Estats Units fins a Bahames, i, també, davant les costes del Brasil).